# Macrorhynchia filamentosa
Macrorhynchia filamentosa is een hydroïdpoliep uit de familie Aglaopheniidae. De poliep komt uit het geslacht Macrorhynchia. Macrorhynchia filamentosa werd in 1816 voor het eerst wetenschappelijk beschreven door Lamarck. 